# Acuši Jonejama
Acuši Jonejama (japonsko 米山 篤志), japonski nogometaš in trener, * 20. november 1976.
Za japonsko reprezentanco je odigral eno uradno tekmo.